# Eusceloidia nitida
Eusceloidia nitida är en insektsart som beskrevs av Henry Fairfield Osborn 1923. Eusceloidia nitida ingår i släktet Eusceloidia och familjen dvärgstritar. Inga underarter finns listade i Catalogue of Life.